# Danh sách khẩu hiệu các quốc gia
Trang này liệt kê các tiêu ngữ (cũng được gọi là "khẩu hiệu") của các quốc gia hay nhà nước trên thế giới, kể cả một số chính thể không còn tồn tại. Tiêu ngữ cho danh sách các nước, tiểu bang không được công nhận nói chung, danh sách các tiểu bang đã không còn tồn tại, các quốc gia, vùng lãnh thổ không có chủ quyền được liệt kê nhưng tên không được in đậm.
Các tiêu ngữ được dùng để mô tả ý định hay động lực của nhà nước (quốc gia) trong một cụm từ ngắn. Ví dụ, nó có thể được thể hiện trên một huy hiệu quốc gia, đồng tiền hay tiền giấy. Một số quốc gia không có tiêu ngữ riêng.

## A, Ă, Â

Quốc huy Ấn Độ bao gồm khẩu hiệu Satyameva Jayate có nghĩa 'Sự thật tự nó thắng' ở Sanskrit

- Ả Rập Xê Út: لا إله إلا الله محمد رسول الله (Lā ʾilāha illā l-Lāh; Muḥammadu r-rasūlu l-Lāh) (tiếng Ả Rập, (từ shahada) Không có thần nào ngoài Allah và Muhammad là tiên tri của Ngài[1]
- Các Tiểu vương quốc Ả Rập Thống nhất: الله, الوطن, الرئيس (Allah, al-Waṭan, al-Ra'īs) (tiếng Ả Rập, Chúa trời, Quốc gia, Tổng thống)
- Cộng hòa Dân chủ Ả Rập Xarauy: حرية ديمقراطية وحدة (Ḥurrīya Dīmuqrāṭīya Waḥda) (tiếng Ả Rập, Tự do, Dân chủ, Đoàn kết)
- Açores: Antes morrer livres que em paz sujeitos (tiếng Bồ Đào Nha, Thà chết trong tự do còn hơn bị khuất phục trong cảnh thanh bình)
- Afghanistan: لا إله إلا الله محمد رسول الله (Lā ʾilāha illā l-Lāh; Muḥammadu r-rasūlu l-Lāh) (tiếng Ả Rập, (từ shahada) Không có thánh thần ngoài Allah, và Muhammad là sứ giả của Allah.
- Ai Cập: جمهورݐة مصر العربݐة (Jumhūriyyat Masr al-'Arabiyya) (tiếng Ả Rập: Cộng hòa Ả Rập Ai Cập)
- Albania: Feja e Shqiptarit është Shqiptaria DIN (Tiếng Albani, Tôn giáo của người Albani là chủ nghĩa Albani)[2] và Ti, Shqipëri, më jep nder, më jep emrin Shqiptar (Albani cho tôi danh dự và tên tuổi).
- Algérie: بالشعب و للشعب (Bil-shaʿb wa lil-shaʿb) (tiếng Ả Rập, Do dân và vì dân)[3]
- Ấn Độ: सत्यमेव जयते (Satyameva Jayate) (tiếng Phạn: Sự thật tự nó thắng)[4]
- Lãnh thổ Ấn Độ Dương thuộc Anh: In tutela nostra Limuria (tiếng Latin: "Limuria là cơ hội chúng ta")
- Andorra: Virtus unita fortior (Latin, Sức mạnh đoàn kết lại sẽ mạnh hơn)[5]
- Angola: República de Angola (tiếng Bồ Đào Nha: Cộng hòa Angola)
- Anguilla: Sức mạnh và Nhẫn nại
- Vương quốc Liên hiệp Anh và Bắc Ireland: Dieu et mon droit (tiếng Pháp: Chúa và quyền của tôi).
- Anh: Dieu et mon droit (tiếng Pháp, Chúa và quyền của tôi.) (khẩu hiệu hoàng gia)[cần dẫn nguồn], "Miền đất xanh tươi và vui vẻ" (Không chính thức)
- Antigua và Barbuda: Each endeavouring, all achieving (tiếng Anh: Mỗi (người) nỗ lực, (để) tất cả thành công) [6]
- Antille thuộc Hà Lan: Libertate Unanimus, (Latin, Thống nhất bằng tự do)[7]
- Áo: trước đây AEIOU, có nghĩa là Austriae est imperare orbi universo (Latin, Đó là số phận để thống trị thế giới của Áo)
  -  Đế quốc Áo-Hung: Indivisibiliter ac Inseparabiliter (Latin, Không chia rẽ và tách rời)[8]
- Argentina: En unión y libertad (tiếng Tây Ban Nha, Sống trong sự đoàn kết và Tự do)[9]
- Armenia: Մեկ Ազգ, Մեկ Մշակույթ (Mek Azg, Mek Mshakouyt) (Tiếng Armenia, "Một quốc gia, một văn hóa")[10]
- Aruba: Semper pro grediens[11] (Latin, Luôn phát triển)
- Liên minh châu Âu: Thống nhất trong sự đa dạng, Unis dans la diversité, etc. (Dịch sang ngôn ngữ thành viên EU và Latin)[12]
- Azerbaijan: Không có khẩu hiệu chính thức.

## B

Khẩu hiệu quốc gia gồm 4 ngôi sao bên trong Huy hiệu Bangladesh của Bangladesh.

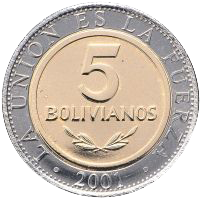
Khẩu hiệu quốc gia của Bolivia, La Unión es la Fuerza (Đoàn kết là sức mạnh), được khắc trên đồng xu Bolivia.

Khẩu hiệu quốc gia của Brasil, Ordem e Progressno (Trật tự và Phát triển), được in trên lá cờ Brazil.

- Ba Lan: Không có khẩu hiệu chính thức
  - Không chính thức: Za wolność Naszą i Waszą (tiếng Ba Lan: Vì tự do của chúng tôi và của bạn)
  - Bóg, Honor, Ojczyzna (Chúa, Danh dự, Tổ quốc).
- Bahamas:  Bước về phía trước, cùng nhau tiến lên [13]
- Bahrain: Không có khẩu hiệu chính thức
- Bangladesh:  chủ nghĩa dân tộc, chủ nghĩa thế tục, chủ nghĩa xã hội và dân chủ
- Barbados: Tự hào và Công nghiệp[14]
- Bavaria: trước đây, In treue fest (tiếng Đức, Lòng trung thành kiên định)
- Belarus: Không có khẩu hiệu chính thức
- Belize: Sub umbra floreo (tiếng Latin, Ta thăng hoa dưới bóng mát))[15]
- Bénin: Fraternité, Justice, Travail (tiếng Pháp, Quyền lợi, Công lý, Lao động)[16]
- Bermuda: Quo fata ferunt (tiếng Latin: Số phận sẽ mang chúng ta đi)[17]
- Bhutan: Không có khẩu hiệu chính thức
- Bỉ: Eendracht maakt macht, L'Union fait la force và Einigkeit gibt Stärke (tiếng Hà Lan, tiếng Pháp và tiếng Đức, Đoàn kết mang đến sức mạnh)[18]
- Cộng hòa Biafra: Hòa bình, Đoàn kết, Tự do
- Bồ Đào Nha: Không có khẩu hiệu chính thức
  -  Vương quốc Bồ Đào Nha: In Hoc Signo Vinces. Trong một truyền thuyết được kể lại trong sử thi quốc gia O Lusiadas bởi Luis Vaz de Camões, vị vua đầu tiên của Bồ Đào Nha nhìn thấy biểu tượng của Quinas trong trận chiến Ourique. Việc sử dụng khẩu hiệu này cũng được thể hiện trong tiền xu, tượng đài và các văn bản.
- Bolivia: La Unión es la Fuerza (tiếng Tây Ban Nha, Đoàn kết là Sức mạnh)[19]
- Bosna và Hercegovina: Không có khẩu hiệu chính thức
- Botswana: Pula (Tswana, Mưa)[20]
- Brasil: Ordem e Progresso (tiếng Bồ Đào Nha, Trật tự và Tiến bộ)[21]
  -  Đế quốc Brasil: Independência ou Morte! (tiếng Bồ Đào Nha, Độc lập hay chết!)
- Brunei: الدائمون المحسنون بالهدى (tiếng Ả Rập, Luôn phục vụ với sự dẫn dắt của Allah)[22]
- Bulgaria: Съединението прави силата (Tiếng Bulgaria, Liên minh là sức mạnh)[23]
- Burkina Faso: Unité, Progrès, Justice (tiếng Pháp, Đoàn kết, Phát triển, Công lý)[24]
  -  Thượng Volta: Unité, Travail, Justice (tiếng Pháp, Đoàn kết, Lao động, Công lý)
- Burundi: Unité, Travail, Progrès (tiếng Pháp, Đoàn kết, Lao động, Phát triển)[25]

## C
- Cabo Verde: República de Cabo Verde (tiếng Bồ Đào Nha, Cộng hòa Cabo Verde)
- Cameroon: Paix - Travail - Patrie (tiếng Pháp, Hòa bình, Lao động, Tổ quốc)[26]
- Campuchia:  (Chéat, Sasna, Preăhmôhaksât) (Tiếng Khmer: Nhà nước, Tôn giáo, Đức vua) [27]
- Canada: A mari usque ad mare (Latin, Từ biển tới biển)[28]
- Quần đảo Canaria: Oceano (tiếng Tây Ban Nha, Đại dương)
- Quần đảo Cayman:  Thượng đế sáng tạo Cayman từ biển cả
- Chile: Por la razón o la fuerza (tiếng Tây Ban Nha, Bằng lý trí hay bằng sức mạnh)
- Chuvashia: Чаваш Республики; Чувашская Республика (Tiếng Chuvash, tiếng Nga, Cộng hòa Chuvash)
- Colombia: Libertad y orden (tiếng Tây Ban Nha, Tự do và Trật tự)
- Comoros: Unité, Công lý, Progrès (tiếng Pháp, Đoàn kết, Công lý, Phát triển)
- Cộng hòa Congo: Unité, Travail, Progrès (tiếng Pháp, Đoàn kết, Lao động, Phát triển)[29]
- Cộng hòa Dân chủ Congo: Công lý - Paix - Travail (tiếng Pháp, Công lý, Hòa bình, Lao động)[30]
  -  Zaire: Công lý, Paix, Travail (tiếng Pháp, Công lý, Hòa bình, Lao động)
- Quần đảo Cook: Không có khẩu hiệu chính thức
- Costa Rica: Vivan siempre el trabajo y la paz (tiếng Tây Ban Nha, Lâu bền, Lao động và Hòa bình)[cần dẫn nguồn]
- Bờ Biển Ngà:  Union - Discipline - Travail  (tiếng Pháp, Đoàn kết, Kỷ cương, Lao động)[31]
- Croatia: Không có khẩu hiệu chính thức. Khẩu hiệu không chính thức bao gồm Doc je srca, bit će i Kroacije (tiếng Croatia, Nếu có trái tim, đó là Croatia) và Bog i Hrvati (tiếng Croatia, Thiên Chúa và những người Croatia). Xem Danh sách các khẩu hiệu Croatia.
- Cuba: Patria o Muerte, Venceremos (tiếng Tây Ban Nha, Tổ quốc hay chết, chúng ta sẽ thắng)[32]

## D
- Djibouti: Itixaad, Gudboonaan, Ammaan and Unité, Égalité, Paix (tiếng Somali và tiếng Pháp: Đoàn kết, công bằng và hòa bình)[33]
- Dominica: Après Bondié, C'est la Ter (tiếng Pháp, Sau Chúa là Trái Đất)[34]
- Cộng hòa Dominica: Dios, Patria, Libertad (tiếng Tây Ban Nha, Thiên Chúa, Quê hương, Tự do)[35]

## Đ
- Đài Loan: Khẩu hiệu không chính thức: 三民主義 (tiếng Trung: Chủ nghĩa Tam Dân)
- Đan Mạch: Khẩu hiệu của nữ hoàng Margrethe II: Guds hjælp, Folkets kærlighed, Danmarks styrke (tiếng Đan Mạch, Sự giúp đỡ của Thiên Chúa, tình yêu của người dân, sức mạnh của Đan Mạch)
- Đông Timor: Honra, pátria e povo (tiếng Bồ Đào Nha, Danh dự, Tổ quốc và Con người)[36]
- Đức: Không có khẩu hiệu chính thức nhưng thường biết đến là: Einigkeit und Recht und Freiheit (tiếng Đức: Thống nhất và Công bằng và Tự do)
  -  Cộng hòa Dân chủ Đức: Proletarier aller Länder, vereinigt Euch! (tiếng Đức:  Vô sản toàn thế giới, đoàn kết lại!)
  -  Đế quốc Đức: Gott mit uns (tiếng Đức: Thượng đế ở cùng chúng ta)
  -  Đức Quốc Xã: Ein Volk, Ein Reich, Ein Führer (tiếng Đức: Một dân tộc, một đế quốc, một lãnh tụ.)

## E
- Ecuador: Dios, patria y libertad (tiếng Tây Ban Nha, Chúa, Tổ quốc và Tự do)[cần dẫn nguồn]
- El Salvador: Dios, Unión, Libertad (tiếng Tây Ban Nha, Thượng đế, Thống nhất, Tự do)[37]
- Eritrea: دولة إرترݐا (Dawlat Iritrīya), "Hagere Ertra" (tiếng Ả Rập, Tiếng Tigrinya, Quốc gia Eritrea; như tiếng Anh)
- Estonia: không có khẩu hiệu quốc gia chính thức, có một số khẩu hiệu như Chào mừng tới Estonia and Heade üllatuste maa (Tiếng Estonia, đất nước của sự ngạc nhiên tốt đẹp) dùng để quảng bá hình ảnh đất nước với thế giới[38]
- Ethiopia: trước đây là "Itiyopia tabetsih edewiha habe Igziabiher" (Tiếng Amharic, Ethiopia nắm giữ bàn tay của mình cho Đức Chúa Trời). Hiện tại không có.
  - Khẩu hiệu đế quốc, giữa năm 1930 và năm 1975, là "Moa Ambassa ze Imnegede Yehuda" (Tiếng Amharic, Chinh phục sư tử của bộ tộc Judah).

## F
- Quần đảo Falkland: Khát vọng lẽ phải
  -  Quần đảo Falkland phụ thuộc:  Khát vọng lẽ phải
- Quần đảo Faroe: Không có khẩu hiệu chính thức
- Fiji: Rerevaka na Kalou ka Doka na Tui (Tiếng Fiji, Kính sợ Chúa và tôn kính Nữ hoàng)[39]

## G
- Gabon: Union, Travail, Justice (tiếng Pháp, Liên minh, Lao động, Công lý)[40]
- Gambia: Phát triển, Hòa bình, Thịnh vượng[41]
- Nam Georgia và Quần đảo Nam Sandwich: Leo terram propriam protegat (Latin: "Hãy để Sư tử bảo vệ vùng đất của nó")
- Ghana: Tự do và Công lý[42]
- Gibraltar: Nulli Expugnabilis Hosti (tiếng Latinh: Chinh phục bởi không kẻ thù)
- Greenland: Không có khẩu hiệu chính thức
- Grenada: Với niềm tin vào Chúa, chúng ta khao khát và phát triển thành một dân tộc[43]
- Gruzia: ძალა ერთობაშია! (Dzala ertobashia) (Tiếng Georgia, Sức mạnh là trong Đoàn kết)
- Guam: Không có khẩu hiệu chính thức
- Guatemala: Libre Crezca Fecundo (Tiến tới tự do và màu mỡ)[44]
- Guernsey: Không có khẩu hiệu chính thức
- Guiné-Bissau: Unidade, Luta, Progresso (tiếng Bồ Đào Nha, Đoàn kết, Chiến đấu, Phát triển)[45]
- Guinea Xích đạo: Unidad, Paz, Justicia (tiếng Tây Ban Nha, Đoàn kết, Hòa bình và Công lý)[cần dẫn nguồn]
- Guinée: Travail, Justice, Solidarité (tiếng Pháp, Lao động, Công bằng, Đoàn kết)[46]
- Guyana: Một dân tộc, Một quốc gia, Một định mệnh[47]

## H

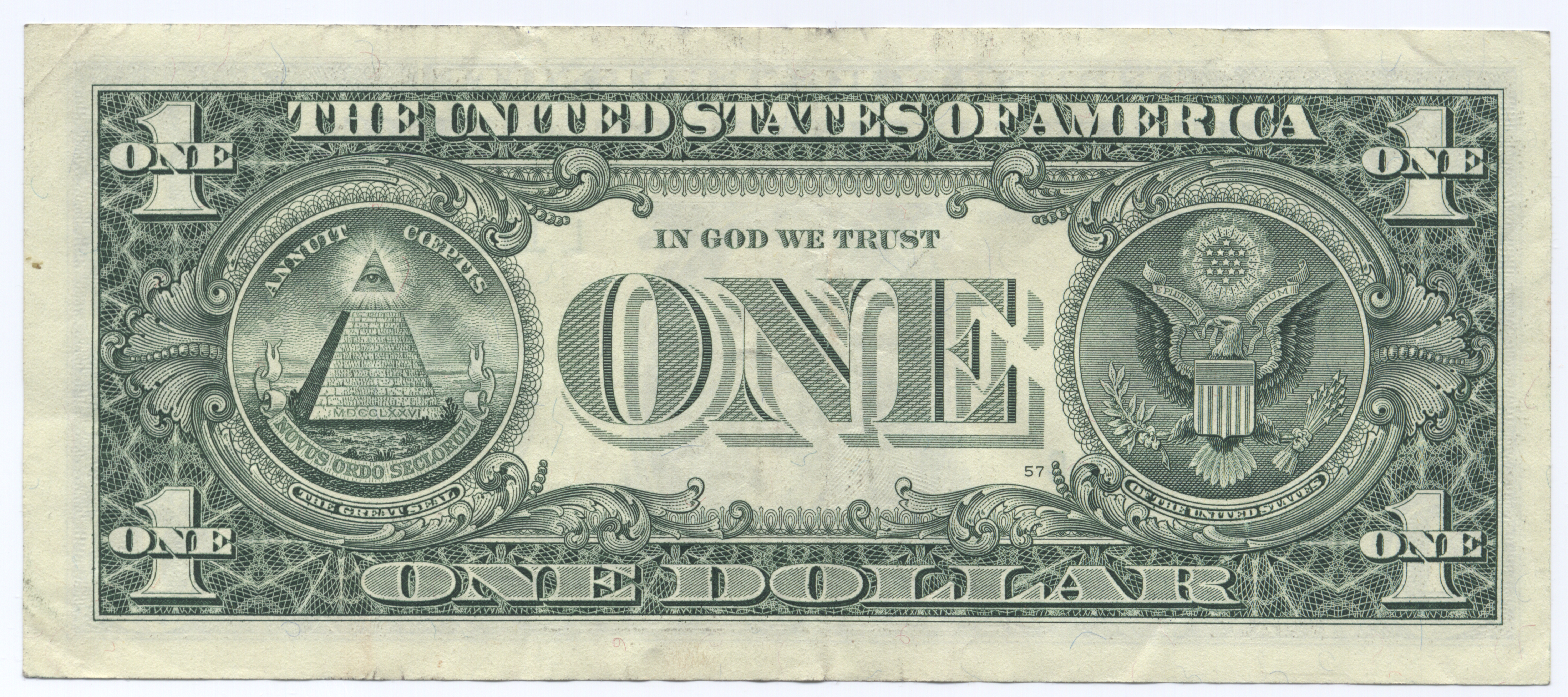
Khẩu hiệu chính thức của Hoa Kỳ là Chúng ta tin vào Thượng đế, hiển thị trên mặt sau đồng 1 USD.

Quốc ấn của Hoa Kỳ với câu "E pluribus unum" (Từ nhiều hợp thành một)

- Hà Lan: Je maintiendrai / Ik zal handhaven (tiếng Pháp / tiếng Hà Lan: Tôi sẽ giữ vững) [7]
- Haiti: L'union fait la force (tiếng Pháp: Đoàn kết làm nên sức mạnh) [48]
- Hàn Quốc: 홍익인간 (弘益人間, Hongik Ingan) (tiếng Triều Tiên: Hoằng ích nhân gian / Giúp ích cho toàn nhân loại)
  -  Đế quốc Đại Hàn: 광명천지 (光明天地, Kwangmyeong cheonji) (tiếng Triều Tiên: Quang minh thiên địa / Ánh sáng tỏa khắp trời đất)
- Vương quốc Hawaii: Ua Mau ke Ea o ka ʻĀina i ka Pono (Tiếng Hawaii: Cuộc sống đất nước trong sự bình đẳng)
- Hoa Kỳ: Chúng ta tin vào Thượng đế (chính thức) và E pluribus unum (tiếng Latin, Muôn người như một) (de-facto)
  - Xem thêm Danh sách khẩu hiệu các bang ở Mỹ
  -  Liên minh miền Nam: Deo Vindice (tiếng Latin: Có Chúa làm minh chứng) [49]
- Honduras: Libre, Soberana E Independiente (tiếng Tây Ban Nha: Tự do, Chủ quyền và Độc lập) [50]
- Hồng Kông thuộc Anh: Dieu et mon droit (tiếng Pháp: Chúa và quyền của tôi)
- Hungary: trước đây Cum Deo pro Patria et Libertate (tiếng Latin: Với sự giúp đỡ của Thiên Chúa cho Tổ quốc và Tự do)
- Hy Lạp: Ελευθερία ή θάνατος (Eleutheria i thanatos) (tiếng Hy Lạp: Tự do hay chết)
  -  Vương quốc Hy Lạp (1832-1924 và 1935-67): Ίσχύς μου ή άγάπη του λαου (tiếng Hy Lạp: Iskhis mou i ayapi tou laou, Tình yêu của nhân dân là sức mạnh)

## I

Cờ Iraq hiển thị khẩu hiệu quốc gia, Allahu Akbar (Thượng đế vĩ đại nhất).

- Iceland: Không có khẩu hiệu chính thức
- Indonesia: Bhinneka Tunggal Ika (tiếng Javan cổ, Thống nhất trong đa dạng)[51]
- Iran:
  - de facto: استقلال، آزادى، جمهورى اسلامى (Esteqlāl, āzādī, jomhūrī-ye eslāmī)[52] (tiếng Ba Tư, Độc lập, Tự do, Cộng hòa Hồi giáo)
  - de jure: الله اکبر (Allaho Akbar) (tiếng Ả Rập, Thượng đế là vĩ đại)[53]
  - Phương châm đế quốc, trước cách mạng Hồi giáo مرا داد فرمود و خود داور است (Marā dād farmūd-o khod dāvar ast) (Tiếng Ba Tư, Công lý điều khiển và phán xét tôi).[54]
- Iraq: الله أكبر (Allahu Akbar) (tiếng Ả Rập, Thượng đế là vĩ đại)[55]
- Ireland: Khẩu hiệu quốc gia (không chính thức): Éire go deo (Ireland mãi mãi) Khẩu hiệu quốc gia: Fé Mhóid Bheith Saor (Tuyên thệ tự do)
- Israel: Không có khẩu hiệu chính thức

## J
- Jamaica: Out of many, One People (tiếng Anh: Từ nhiều nguồn gốc tạo nên một dân tộc) [56]
- Jersey: Không có khẩu hiệu chính thức
- Jordan: الله، الوطن، المليك (Allāh, Al-Waṭan, Al-Malīk) (tiếng Ả Rập, Thượng đế, Tổ quốc, Chủ quyền)

Khẩu hiệu của Kiribati, Te mauri, te raoi ao te tabomoa (Sức khỏe, Hòa bình và Thịnh vượng), được hiển thị ở Quốc huy Kiribati.

## K
- Kazakhstan: Không có khẩu hiệu chính thức
- Kenya: Harambee (tiếng Swahili, Hãy hành động cùng nhau)
- Kiribati: Te mauri, te raoi ao te tabomoa (tiếng Kiribati, Sức khỏe, Hòa bình và thịnh vượng)[57]
- Kosovo: Feja e Shqiptarit, është Shqiptaria. (tiếng Albania: Tôn giáo ở Albania là người Albania)
- Kuwait: دولة الکوݐت (Dawlat al-Kuwait) (tiếng Ả Rập: Nhà nước Kuwait)
- Kyrgyzstan: Кыргыз Республикасы (Kyrgyz Respublikasy) (Tiếng Kyrgyz: Cộng hòa Kyrgyz)

## L
- Cộng hòa La Mã và Đế quốc La Mã: Senatus Populusque Romanus (tiếng Latin, Thượng viện và nhân dân La Mã, viết tắt SPQR)
- Lào: "ສັນຕິພາບ ເອກະລາດ ປະຊາທິປະໄຕ ເອກະພາບ ວັດທະນາຖາວອນ" (tiếng Lào:  Hòa bình, độc lập, dân chủ, thống nhất và thịnh vượng)[58]
- Latvia: Tēvzemei un Brīvībai (Tiếng Latvia, Vì đất nước và tự do)
- Lesotho: Khotso, Pula, Nala (Tiếng Sotho, Hòa bình, Mưa và Hạnh phúc)[59]
- Liban: کلنا للوطن للملى للمل (Tiếng Ả Rập, Chúng ta là tất cả các quốc gia, Cao Thượng và Cờ)
- Liberia:  Tình yêu tự do đã đưa chúng ta đến đây [60]
- Libya:  Tự do, Công bằng, Dân chủ!
- Liechtenstein: Für Gott, Fürst und Vaterland (tiếng Đức, Vì Chúa, Chức vương và Tổ quốc)[cần dẫn nguồn]
- Liên Xô: Пролетарии всех стран, соединяйтесь! (tiếng Nga, Vô sản toàn thế giới, đoàn kết lại!) (Được dịch ra 14 ngôn ngữ khác nhau)
- Litva: Tautos jėga vienybėje (Tiếng Litva, Hãy để sự đoàn kết nở hoa)
- Luxembourg: Mir wëlle bleiwe wat mir sinn (Tiếng Luxembourg, Chúng tôi muốn duy trì những gì chúng tôi đang có)[61]

## M
- Bắc Macedonia: Слобода или Смрт (Svoboda ili smrt) (tiếng Macedonia: Tự do hay chết)
- Madagascar: Fitiavana, Tanindrazana, Fandrosoana (Tiếng Malagasy: Tình yêu, Đất tổ, Phát triển)[62]
- Madeira: Das Ilhas, As Mais Belas E Livres (tiếng Bồ Đào Nha: Trong số tất cả các hòn đảo, đây là hòn đảo đẹp và tự do nhất)
- Malawi: Unity and Freedom (tiếng Anh: Đoàn kết và Tự do)
- Malaysia: Bersekutu Bertambah Mutu (tiếng Mã Lai: Đoàn kết là Sức mạnh) [63]
- Maldives: الدولة ا۔لحلدݐبݐة (Al-Dawlat Al-Mahaldheebiya) (tiếng Ả Rập, Nhà nước Mahal Dibiyat)
- Mali: Un peuple, un but, une foi (tiếng Pháp: Một dân tộc, một mục đích, một đức tin) [64]
- Malta: Repubblika ta' Malta (tiếng Malta: Cộng hòa Malta)
- Đảo Man: Quocunque Jeceris Stabit (tiếng Latin: Dù bị ném đi đâu, vẫn đứng vững vàng)
- Quần đảo Bắc Mariana: Không có khẩu hiệu chính thức
- Maroc: الله، الوطن، الملك (Allāh, Al-Waṭan, Al-Malīk) (tiếng Ả Rập: Thượng đế, Quốc gia, Quốc vương)[65]
  - Khẩu hiệu hoàng gia: إن تذصروا الڷه ݐذصر کم (tiếng Ả Rập: Nếu bạn tôn vinh Thượng đế, Ngài sẽ tôn vinh bạn)
- Quần đảo Marshall: Jepilpilin ke Ejukaan (Tiếng Marshall: Thành quả bằng nỗ lực chung)
- Mauritanie: شرف، إخاء، عدالة / Honneur, Fraternité, Justice (tiếng Ả Rập / tiếng Pháp: Danh dự, Tình huynh đệ, Công lý) [66]
- Mauritius: Stella Clavisque Maris Indici (tiếng Latin, Ngôi sao và chìa khóa của Ấn Độ Dương)[67]
- México: Không có khẩu hiệu chính thức, tuy nhiên khẩu hiệu Patria, Libertad, Trabajo y Cultura (tiếng Tây Ban Nha, Tổ quốc, Tự do, Lao động và Văn hóa) đôi khi được dùng.
- Liên bang Micronesia: Peace, Unity, Liberty (tiếng Anh: Hòa bình, Thống nhất, Tự do)
- Moldova: Limba nostra-i o Comoara (tiếng Moldova: Ngôn ngữ chúng ta là kho báu)
- Monaco: Deo juvante (tiếng Latin: Với sự giúp đỡ của Chúa) [68]
- Mông Cổ: Không có khẩu hiệu chính thức
- Montenegro: Không có khẩu hiệu chính thức
- Montserrat: Each endeavouring, all achieving (tiếng Anh: Mỗi người nỗ lực, tất cả thành công)
- Mozambique: República de Moçambique (tiếng Bồ Đào Nha: Cộng hòa Mozambique)

## N

Khẩu hiệu của Nepal, जननी जन्मभूमिश्च स्वर्गादपि गरीयसी (Mẹ và Tổ quốc thì tốt hơn là Thiên đàng) ở Sanskrit.

- Na Uy: Khẩu hiệu hoàng gia Na Uy: Alt for Norge (tiếng Na Uy, Tất cả cho Na Uy) và Eidsvoll oath: Enige og troe, indtil Dovre falder (tiếng Na Uy, Đoàn kết và trung thành cho đến khi những ngọn núi Dovre sụp đổ)
- Lãnh thổ châu Nam Cực thuộc Anh: Nghiên cứu và Khám phá
- Nam Phi: !ke e: /xarra //ke (tiếng ǀXam,  Đoàn kết trong Đa dạng)[69]
  - Trước đây: Ex Unitate Vires (Latin là Đoàn kết, Sức mạnh, từ 1910–2000)
  -  Liên hiệp Nam Phi: Ex Unitate Vires (Latin, từ Đoàn kết, Sức mạnh)
- Nam Sudan:  Công bằng, Bình đẳng, Phẩm giá
- Nam Tư: 29-XI-1943 (ngày 29 tháng 11 năm 1943, ngày hội đồng chống phát xít Nam Tư gặp mặt)
- Namibia: Đoàn kết, Tự do, Công lý[70]
- Nauru: God's will first (tiếng Anh: Ý Chúa là trên hết)
- Nepal: जननी जन्मभूमिष्च स्वर्गादपि गरियसि (tiếng Sanskrit, Mẹ và Tổ quốc thì tốt hơn là Thiên đàng)
- Lãnh thổ tự trị Newfoundland: Quaerite Prime Regnum Dei (Latin, Tìm kiếm người đầu tiên trong vương quốc của Thiên Chúa)
- Nga: Không có khẩu hiệu chính thức
  -  Đế quốc Nga: С Нами Бог (S Nami Bog) (tiếng Nga, Chúa bên chúng ta)
- Nhật Bản: Không có khẩu hiệu chính thức
  -  Đế quốc Nhật Bản: 八紘一宇 (Hakkō ichiu) (tiếng Nhật, Bát hoành nhất vũ, Thế giới chung một mái nhà)
- Nicaragua: En Dios Confiamos (tiếng Tây Ban Nha, Chúng ta tin vào Chúa)[71]
- Niger: Fraternité, Travail, Progrès (tiếng Pháp, Tình anh em, Lao động, Phát triển)[72]
- Nigeria: Đoàn kết và Đức tin, Hòa bình và Phát triển[73]
- Niue: Không có khẩu hiệu chính thức
- Bắc Borneo: Pergo et Perago (Latin, Tôi cam đoan và tôi đạt được)
- Nouvelle-Calédonie: Terre de parole, terre de partage (tiếng Pháp, Đất đai của ngôn ngữ, đất của sự chia sẻ)

## O
- Oman: Chưa có chính thức.
- Đế quốc Ottoman: دولت ابد مدت (Ngôn ngữ Ottoman Thổ Nhĩ Kỳ, Đất nước vĩnh cửu)

## P

Huy hiệu Pakistan hiển thị khẩu hiệu quốc gia, Īmān, Ittiḥād, Nazm. (tiếng Urdu Đức tin, Đoàn kết, Kỷ cương).

Huy hiệu Panama hiển thị khẩu hiệu quốc gia, Pro mundi beneficio (Latin: Vì lợi ích của Thế giới).

- Pakistan: ايمان، اتحاد، نظم (tiếng Urdu, Thống nhất, Kỷ luật, Đức tin)[74]
- Palau: Cộng hòa Palau
- Panama: Pro mundi beneficio (Latin, Vì lợi ích của Thế giới)[75]
- Papua New Guinea:  Thống nhất trong đa dạng [76]
- Paraguay: Paz y justicia (tiếng Tây Ban Nha, Hòa bình và Công lý)[77]
- Peru: Firme y feliz por la unión (tiếng Tây Ban Nha, Ổn định và hạnh phúc cho Liên minh)
- Pháp: Liberté, égalité, fraternité (tiếng Pháp, Tự do, Bình đẳng, Bác ái)[78]
  - Chính phủ Vichy: Travail, Famille, Patrie (tiếng Pháp: Lao động, Gia đình, Tổ quốc)
- Phần Lan: Không có khẩu hiệu chính thức
- Philippines: Maka-Diyos, Makatao, Makakalikasan at Makabansa (Tiếng Filipino, Hướng về Chúa, Nhân dân, Thiên nhiên và Quốc gia)[79]
  - Trước đây: Isang bansa, isang diwa (Tiếng Filipino, Một quốc gia, một tinh thần)
- Polynésie thuộc Pháp: Tahiti Nui Māre'are'a (Tiếng Tahiti, --Langtucodoc (thảo luận) 03:38, ngày 9 tháng 9 năm 2014 (UTC)Tahiti tuyệt vời của sương mù vàng) và Liberté, Égalité, Fraternité: Tự do, Bình đẳng, Bác ái
- Puerto Rico: Joannes est nomen ejus (tiếng Latin, Tên ngài là Gioan). Trích từ Phúc âm Luca 1:63, đề cập đến thực tế là tên cũ của hòn đảo là "San Juan" (nay là tên của thủ đô) vinh danh Thánh Gioan Tẩy Giả.[80]

## Q
- Qatar: دولة قطر (Dawlat Qatar) (tiếng Ả Rập, Nhà nước Qatar)

## R
- România: Trước đây Nihil Sine Deo (tiếng Latin, Không là gì nếu thiếu Chúa) và trước đó là Toţi în unu (tiếng România, Tất cả trong một). Hiện tại không có khẩu hiệu.
- Rwanda: Ubumwe, Umurimo, Gukunda Igihugu (Kinyarwanda, Đoàn kết, Lao động và Chủ nghĩa yêu nước)[81]

## S

Cờ tổng thống Cộng hòa Séc, có in câu khẩu hiệu: Pravda vítězí - Sự thật làm chủ

- Saint Helena: Loyal and unshakeable (Trung thành và Kiên định)
- Saint Kitts và Nevis: Country Above Self (Quốc gia trên cá nhân)[82]
- Saint Lucia:  Mảnh đất, Con người, Ánh sáng[83]
- Saint Vincent và Grenadines: Pax et justitia (Tiếng Latin, Hòa bình và Công lý)[84]
- Cộng hòa Sakha: Республика Саха; Саха Республиката (Tiếng Nga, Tiếng Sakha, Cộng hòa Sakha)
- Samoa: Fa'avae i le Atua Samoa (Tiếng Samoa, Samoa do Chúa trời sáng tạo)[85]
- Samoa thuộc Mỹ: Samoa Muamua le Atua (Tiếng Samoa: Samoa, Thượng đế trên hết)
- San Marino: Libertas (Latin, Tự do)
- São Tomé và Príncipe: Unidade, Disciplina, Trabalho (tiếng Bồ Đào Nha, Đoàn kết, Kỷ cương, Lao động)
- Vương quốc Sarawak: Dum Spiro, Spero (tiếng Latin, Khi tôi thở, tôi hi vọng)
- Scotland: Chúa bảo vệ tôi trong sự phòng ngự của tôi (Thường viết tắt của IN DEFENS Trong sự che chở) và Nemo Me Impune Lacessit (Latin, Không ai khiêu khích tôi mà không bị trừng phạt)
- Cộng hòa Séc: Pravda vítězí (tiếng Czech, Sự thật sẽ thắng thế)[86]
- Sénégal: Un peuple, un but, une foi (tiếng Pháp, Một dân tộc, một mục đích, một niềm tin)[87]
- Serbia: Không có khẩu hiệu chính thức
  -  Vương quốc Serbia: С Вером у Бога - за Краља и Отаџбину (S Verom u Boga - za Kralja i Otadžbinu) (tiếng Serbi, Với đức tin vào Thiên Chúa - cho vua và Tổ quốc); Само слога Србина спасава (Samo sloga Srbina spasava) (tiếng Serbi, Chỉ có đoàn kết cứu được Serbia).
- Seychelles: Finis coronat opus (Latin, Tạm dịch: Kết quả là vương miện cho công việc). Ngạn ngữ La-tinh, từ câu thơ của Ovid (43 TCN-17 CN), ý nói là công việc phải có kết thúc và cần cẩn trọng.
- Sierra Leone: Đoàn kết, Tự do, Công lý[88]
- Sikkim: "Kham-sum-ongdu" (ngôn ngữ Tạng: Chinh phục ba thế giới)
- Singapore: Majulah Singapura (Tiếng Mã Lai, Tiến lên Singapore)
- Sint Maarten: Semper pro grediens[11] (Latin, Luôn luôn phát triển)
- Cộng hòa Síp: Δεν ξεχνώ και αγωνίζομαι (tiếng Hi Lạp, Den xehno ke agonizomai, Tôi không quên và tôi phấn đấu)
  -  Bắc Síp: 1983 (Năm thành lập nhà nước không chính thức)
- Slovakia: Verní sebe, svorne napred! (tiếng Slovak), Trung thành với chính mình, cùng nhau phấn đấu! (1939–1945)
- Slovenia: Không có khẩu hiệu chính thức
- Quần đảo Solomon: Lãnh đạo để phục vụ
- Sri Lanka: Không có khẩu hiệu chính thức
- Sudan: النصر لنا (An-Naṣr Linā): tiếng Ả Rập, Chiến thắng là của chúng ta)[89]
- Suriname: Justitia, pietas, fides (Latin, Tư pháp- Lòng mộ đạo - Đức tin)[90]
- Eswatini: Siyinqaba (tiếng Swati, Chúng ta là pháo đài)[91]
- Syria: وحدة ، حرية ، اشتراكية (Waḥdah, Ḥurrīyah, Ishtirākīyah) (tiếng Ả Rập, Đoàn kết, Tự do, Chủ nghĩa xã hội)

## T
- Tajikistan: Không có khẩu hiệu chính thức
- New Zealand: không có, trước đây Onward (Tiến tới) [92]
- Tanzania: Uhuru na Umoja (Tiếng Swahili, Tự do và Đoàn kết)[93]
- Tatarstan: Bez Buldırabız! (Ngôn ngữ Tatar, Chúng ta có thể!) (không chính thức)
- Liên bang Tây Ấn:  Sống trong sự thống nhất
- Tây Ban Nha: Plus Ultra (Latin, Xa hơn nữa)[94]
  - Trước đây: Una, grande y libre (tiếng Tây Ban Nha, Thống nhất, vĩ đại và tự do)[94]
- Tchad: Unité, Travail, Progrès (tiếng Pháp, Đoàn kết, Lao động, Tiến bộ)[95]
- Thái Lan:
  - 1873-1910: "Sabbesaṃ saṃghabhūtānaṃ samagghī vuḍḍhi sadhikā" (Tiếng Pali: शब्बेसम् सम्घभुतनम् समग्घि भुद्धि सधिक, "Đoàn kết trong sự đoàn kết mang lại thành công và thịnh vượng.")
  - Sau năm 1910: không có, không chính thức "Chat, Satsana, Phra Mahakasat" (tiếng Thái: ชาติ ศาสนา พระมหากษัตริย์, "Đất nước, Tôn giáo, Nhà vua")[96]
- Thổ Nhĩ Kỳ: Egemenlik kayıtsız şartsız milletindir. (tiếng Thổ Nhĩ Kỳ, Chủ quyền vô điều kiện với quốc gia)[97]
 and Yurtta sulh, cihanda sulh. (tiếng Thổ Nhĩ Kỳ, Hòa bình trong Tổ quốc, Hòa bình trong thế giới.)[98] Ne mutlu Türk'üm diyene! (tiếng Thổ Nhĩ Kỳ, Phước cho người nhận mình là người Thổ Nhĩ Kỳ!)[97]
- Thụy Điển: khẩu hiệu hoàng gia: För Sverige - i tiden (tiếng Thụy Điển, Dành cho Thụy Điển, với thời gian) (Xem các khẩu hiệu hoàng gia Thụy Điển)

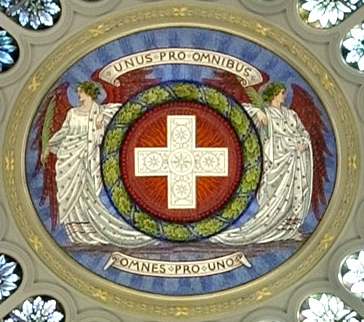
Khẩu hiệu của Thụy Sĩ "Một vì tất cả, tất cả vì một" khắc trên mái vòm tòa nhà Quốc hội tại Bern

- Thụy Sĩ: Unus pro omnibus, omnes pro uno (Latin, Một người vì mọi người, mọi người vì một người)
- Tiệp Khắc (1918–1993): Pravda víťazí! (tiếng Slovak), Pravda vítězí! (tiếng Czech), Veritas vincit (Latin), tất cả đều có nghĩa "Sự thật trên hết"!
- Togo: Travail, Liberté, Patrie (tiếng Pháp, Lao động, Tự do, Tổ quốc)[99]
- Tokelau: Tokelau mo te Atua (Ngôn ngữ Tokelau, Tokelau cho Thượng đế)
- Tonga: Ko e ʻOtua mo Tonga ko hoku tofiʻa (Ngôn ngữ Tonga, Chúa và Tonga là di sản của tôi)
- Bắc Triều Tiên: 강성대국 (强盛大國, Gangseong Daeguk) (tiếng Triều Tiên, Cường thịnh đại quốc)
- Trinidad và Tobago: Chúng ta cùng nhau khao khát, chúng ta cùng nhau đạt được[100]
- Tristan da Cunha: Đức tin của chúng ta là sức mạnh
- Trung Phi: Unité, Dignité, Travail (tiếng Pháp, Đoàn kết, Đạo đức, Lao động)[101]
- Trung Quốc: Khẩu hiệu không chính thức: 为人民服务 (Vy nhân dân phục vụ) (tiếng Trung: Vì dân phục vụ)
- Tunisia: حرية، نظام، عدالة (Ḥurrīyah, Niẓām,ʿAdālah) (tiếng Ả Rập, Tự do, Trật tự và Công lý)[102]
- Turkmenistan: Không có khẩu hiệu chính thức
- Quần đảo Turks và Caicos:  Đẹp bởi thiên nhiên, sạch bởi lựa chọn
- Tuvalu: Tuvalu mo te Atua (tiếng Tuvalu, Tuvalu là món quà cho Thượng đế)

## U

quốc huy Uganda với khẩu hiệu

- Úc: Advance Australia (tiếng Anh: Nước Úc văn minh) [103]
- Udmurtia: Удмурт Республика; Удмуртская Республика (tiếng Udmurt, tiếng Nga, Cộng hòa Udmurt)
- Uganda: For God and My Country (tiếng Anh: Vì Chúa và vì đất nước tôi) [104]
- Ukraina: Воля, Злагода, Добра (Volya, Zlahoda, Dobra) (tiếng Ukraina: Tự do, Hòa hợp, Nhân đạo) (không chính thức)
- Uruguay: Libertad o Muerte (tiếng Tây Ban Nha, "Tự do hoặc Chết")[105]
- Uzbekistan: Kuch Adolatdadir! (Tiếng Uzbek: Sức mạnh trong sự thật) [cần dẫn nguồn]

## V

Quốc huy Quần đảo Virgin thuộc Mỹ với khẩu hiệu "United in Pride and Hope"

- Vanuatu: Long God yumi stanap (Tiếng Bislama, Hãy trung thành bên Chúa)[106]
- Thành Vatican: Chưa có khẩu hiệu chính thức. Khẩu hiệu của Giáo hoàng Phanxicô: Miserando Atque Eligendo (tiếng Latinh: Thương xót và lựa chọn.)
- Venezuela: Lịch sử: Dios y Federación (tiếng Tây Ban Nha, Chúa và Liên bang)
- Việt Nam: Độc lập, Tự do, Hạnh phúc
  -  Việt Nam Dân chủ Cộng hòa: 1945-75: Độc lập, Tự do, Hạnh phúc
  -  Cộng hòa Miền Nam Việt Nam: 1969-1976: Độc lập - Dân chủ - Hòa bình - Trung lập
  -  Việt Nam Cộng hòa: 1955-75: Tổ quốc, Danh dự, Trách nhiệm
- Quần đảo Virgin thuộc Anh: Vigilate (tiếng Latin: Hãy thận trọng)
- Quần đảo Virgin thuộc Mỹ: United in Pride and Hope (Đoàn kết trong tự hào và hy vọng)

## W
- Wales: Cymru am byth (Tiếng Wales, Wales muôn năm)
- Bản mẫu:Country data Wallachia: Țara Românească au unit pentru Dumnezeu și libertate! (tiếng România: Wallachia hiệp nhất bởi Chúa và tự do!)
- Württemberg: Furchtlos und treu (tiếng Đức: Dũng cảm và trung thành)

## Y

Quốc huy Zambia với câu Một Zambia, Một quốc gia

- Ý: Repubblica Italiana (tiếng Ý: Cộng hòa Italia)
  -  Vương quốc Ý: Foedere et Religione Tenemur (FERT) (tiếng Latin: Chúng ta ràng buộc bởi hiệp ước và tôn giáo)
  -  Cộng hòa Xã hội Ý: Per l'onore d'Italia (tiếng Ý: Danh dự cho nước Ý)
- Yemen: الڷه، الوطن، الثورة، الوحدة (Allāh, Al-Waṭan, Ath-Thawrah, Al-Waḥdah) (tiếng Ả Rập: Thượng đế, Quốc gia, Cách mạng, Hợp nhất)
  -  Nam Yemen: جمهرݐة الݐمن الدݐمقراطݐة الشعبݐة (Jumhūrīya al-Yaman ad-Dīmuqrāṭīyah ash-Sha'bīyah) (tiếng Ả Rập: Cộng hòa Dân chủ Nhân dân Yemen)

## Z
- Zambia: Một Zambia, Một quốc gia
- Zimbabwe:  Thống nhất, Tự do, Lao động 
  - Trước đây: Sit Nomine Digna (tiếng Latin, Xứng đáng với danh hiệu, từ 1965–1979)
  -  Rhodesia: Sit Nomine Digna (Latin, Xứng đáng với danh hiệu)
- Zanzibar: Zanzibar kwa Afrika; Zanzibar kwa ajili ya Dunia (tiếng Swahili: "Zanzibar cho châu Phi — Zanzibar cho thế giới")